# Селая (департамент)

Тёмно-синий: Селая (1957—1986);
жёлтая линия: текущая граница RAAN и RAAS

Села́я (исп. Zelaya) — департамент в Никарагуа, существовавший в 1957—1986 годах. Столица — Блуфилдс. Располагался на востоке страны. В департамент входил Москитовый берег. Название дано по имени президента Никарагуа Хосе Сантоса Селаи.
В 1986 году департамент был разделён на два автономных региона:
- Атлантический Северный (исп. Región Autónoma del Atlántico Norte — RAAN)
- Атлантический Южный (исп. Región Autónoma del Atlántico Sur — RAAS)